# Wilhelm Bittrich
Wilhelm Bittrich (Wernigerode; 26 de Fevereiro de 1894; – Wolfratshausen; 19 de Abril de 1979) foi um SS-Obergruppenführer alemão e comandante das Waffen-SS durante a Segunda Guerra Mundial.

## Vida

### Primeira Guerra Mundiale anos pós-guerra
Bittrich alistou-se como voluntário em 1914 para servir na guerra e já em 15 de Setembro de 1915 foi promovido a tenente da reserva. Em 1916 ele ingressou na recém formada Tropa de aviadores. Lutou na frente de combate oeste e sul até o momento da capitulação da Alemanha em 1918. Recebeu como piloto da  4ª esquadrilha as duas classes da medalha da “Cruz de Ferro”. Imediatamente após o término da Primeira Guerra Mundial Bittrich juntou-se ao Corpo de voluntários von Hülsen, e a partir de 1920 ao Regimento de granadeiros Großberlin. Em 29 de Dezembro de 1922 casou-se com Käte Blume e no ano de 1923, por vontade própria, filiou-se ao quadro de oficiais do Exército dos 100.000 homens das Forças do Reich. A partir de 1925 Bittrich trabalhou como instrutor de voo na secreta formação da Força Aérea alemã em solo soviético.

### A carreira noTerceiro Reich
Depois que a Central de Voo alemã na URSS em 1933 foi desativada pelo Ministério das Forças do Reich, ele ingressou em 1934 na SS como SS-Untersturmführer. A direção da SS já trabalhava, nesse momento, na formação das SS-Divisões armadas e estava precisando de militares especializados para isso. Bittrich atuou primeiramente na formação do 1º Regimento SS Germania e já fez antes mesmo da eclosão da Segunda Guerra Mundial uma brilhante carreira. Em 1º de Outubro de 1936 foi promovido a SS-Sturmbannführer e em 30 de Janeiro de 1938 a SS-Obersturmbannführer. Ele participou no mesmo ano da SS Division Wiking. Em 1º de Junho de 1939 recebeu a promoção de SS-Standartenführer. Seu Regimento contava com as melhores Divisões do Exército, quando do início da guerra, devido a uma formação rígida e severa seleção de seus soldados.

### Comandante de tropas naSegunda Guerra Mundial
Bittrich participou do ataque de surpresa a Polônia quando servia no Estado-Maior do Leibstandarte SS Adolf Hitler, onde ele deveria auxiliar o comandante do Regimento Sepp Dietrich na direção das Unidades. Em 1º de Fevereiro de 1940 ele foi transferido para o Comando Central-SS em Berlim, a fim de trabalhar na formação das Divisões da Waffen-SS conhecidas como SS-Verfügungstruppe.
Em 1º de Setembro de 1940 foi promovido a SS-Oberführer e em 1º de Dezembro, recebeu o comando da SS-Standarte Deutschland, novamente um comando na linha de frente da guerra. Bittrich dirigiu essa Unidade em campanha contra a União Soviética até Outubro de 1941, quando assumiu o comando da SS-Divisão Das Reich em substituição ao ferido Paul Hausser próxima a Moscou. Em 19 de Outubro de 1941 recebeu a promoção de SS-Brigadeführer e major-general da Waffen-SS. Por sua própria determinação, para romper a posição de defesa moscovita, ele recebeu em 14 de Dezembro de 1941 a "Cruz de Cavaleiro da Cruz de Ferro".
Em 1º de Maio de 1942 ele foi encarregado, de formar a 8ª Divisão de cavalaria-SS Florian Geyer, com a qual ele lutou até o início de 1943 na parte central da linha de frente leste. A partir de Fevereiro de 1943 ele atuou como comandante da 9ª Divisão Panzer SS Hohenstaufen e foi promovido em 1º de Maio de 1943 a SS-Gruppenführer e tenente-general da Waffen-SS. Sua Divisão permaneceu primeiramente na Bélgica e França, onde ela em Outubro de 1943 foi transformada em uma Divisão Blindada. A partir de Março de 1944 ela participou da elite do II Corpo de Blindados-SS na linha de frente leste na região de Tarnopol, Ucrânia, onde teve sucesso em resgatar o 1º Exército de Blindados que estava sitiado.
Depois da invasão dos Aliados em 6 de Junho de 1944 o II Corpo de Blindados-SS com a 9ª e 10ª SS-Divisões Blindadas (Frundsberg) transferiram-se para a França, onde Bittrich em 29 de Junho de 1944 foi nomeado general do Corpo de Blindados. Sob seu comando lutou-se primeiramente na linha de frente da invasão na região de Caen, França, mais tarde, em 20 / 21 de Agosto ele levantou sob grandes baixas o cerco a Falaise e libertou o 7º Exército e o 5º Exército de Blindados. Por seu desempenho na direção dessa operação ele recebeu em 28 de Agosto de 1944 a “Cruz de Cavaleiro da Cruz de Ferro com Folhas de Carvalho”, depois de ser promovido em 1º de Agosto de 1944 a SS-Obergruppenführer e general da Waffen-SS.
O II SS-Corpo de Blindados transferiu-se no início de Setembro de 1944 para o norte dos Países Baixos na região de Arnhem, a fim de renovar suas Unidades. Em 17 de Setembro de 1944 iniciou-se por lá a operação aeroterrestre dos Aliados Market Garden com o desembarque dos pára-quedistas britânicos bem na região de preparação do II SS-Corpo de Blindados, que logo notou a presença das Divisões de reconhecimento aliadas. O Corpo de Blindados de Bittrich conseguiu cercar a 1ª Divisão Aerotransportada britânica e impôs-lhe grandes baixas durante a batalha. Por solicitação das Divisões médicas da 1ª Divisão Aerotransportada, ordenou Bittrich em 24 de Setembro de 1944 um cessar-fogo de duas horas, para que 2.000 feridos britânicos fossem retirados do cerco e transportados até os hospitais de suas Divisões para que fossem cuidados.
A partir de 16 de Dezembro de 1944 o II SS-Corpo de Blindados juntamente com o 6º SS-Exército de Blindados sob o comando de Sepp Dietrich participaram da Ofensiva das Ardenas na Bélgica. Bittrich seguiu para a operação ao lado da 9ª SS-Divisão de Blindados Hohenstaufen, da 2ª SS-Divisão de Blindados Das Reich e da Brigada Führer-Begleit. Depois de um início cheio de sucessos, receberam os tanques alemães contra-ataques cada vez mais fortes e sofreram grandes baixas devido aos constantes ataques aéreos dos Aliados.
Devido ao fracasso da Ofensiva das Ardenas e da iminente ofensiva soviética no sul da linha de frente leste foram deslocados o 6º Exército-SS de Blindados juntamente com o Corpo de Blindados de Bittrich em Fevereiro de 1945 para a Hungria, mas não puderam impedir o avanço do Exército Vermelho. O II Corpo-SS de Blindados foi encarregado da defesa de Viena. Depois de 2 de Abril de 1945 o ataque a cidade começou. Recebeu então Bittrich no dia 9 de Abril de 1945 a ordem do Oberkommando der Wehrmacht (OKW), para defender Viena “até o último suspiro “. Mas ainda no mesmo dia ele retirou suas Unidades de Viena e as transferiu para trás do canal do rio Danúbio, para evitar uma insensata destruição da cidade histórica e o derramamento de sangue de suas Divisões. Uma nova ordem do OKW, para reconquistar Viena, não surtiu nenhum efeito. Continuada a luta Bittrich retornou com seu Corpo de Blindados para o oeste e foi feito prisioneiro dos americanos em 8 de Maio de 1945.

### O pós-guerra
Em Janeiro de 1948 Bittrich foi entregue às autoridades militares francesas, que o acusavam de crimes de guerra na França. O processo começou, depois que um tribunal militar francês lhe negou a condição de prisioneiro de guerra, em 16 de Junho de 1953 em Marselha. A acusação dizia respeito ao fuzilamento de 17 membros da Resistência em Nimes por um pelotão da Companhia da 9ª Divisão Panzer SS Hohenstaufen, que na ocasião estava sob o comando de Bittrich. O debate mostrou, que Bittrich apenas teve conhecimento do fuzilamento posteriormente ao fato, e que havia imediatamente mandado instaurar um processo contra os soldados envolvidos. Finalmente Bittrich foi condenado a cinco anos de prisão, porque ele, assim como o Tribunal, entenderam que os soldados estavam subordinados a ele, como comandante da Divisão. Sua prisão preventiva valeu pelo tempo da pena. O co-acusado, Comandante do pelotão, recebeu uma pena maior de 20 anos por sua responsabilidade no episódio.
Bittrich instalou-se, após sua libertação, próximo ao lago Starnberger, no sul da Alemanha. Nunca mais desempenhou uma profissão. Bittrich engajou-se na Organização dos Veteranos da antiga Waffen-SS e foi após a morte de Paul Hausser seu primeiro-presidente.
Em 19 de Abril de 1979 faleceu Wilhelm Bittrich, com a idade de 85 anos, em Wolfratshausen na Alta Baviera.
|  |  |  |  |

## Condecorações
- Cruz de Ferro 1ª Classe (1918)
- Cruz de Ferro 2ª Classe (1918)
- Cruz honorífica pela luta na frente de combate 1914 - 18
- Insígnia de ferido em combate
- Cruz de Cavaleiro da Cruz de Ferro (1941)
- Cruz de Cavaleiro da Cruz de Ferro com Folhas de Carvalho (1944)
- SS Anel de Honra
- SS Espada de Honra